# Elektrisk ström

Elektrisk krets med spänningskälla och resistor, som genomflyts av strömmen i

Elektrisk ström är ett flöde av elektriska laddningar. Strömmens storlek definieras som laddningsmängd per tidsenhet. Den elektriska laddningen i form av partiklar är vanligtvis elektroner men kan även vara joner i en elektrolyt.
Upphovet till en ström är vanligtvis en spänning, det vill säga en skillnad i potential mellan två punkter. 
SI-enheten för elektrisk strömstyrka är ampere (A) och är en av de sju grundenheterna.
Den konventionella symbolen för strömstyrka är I, vilken härrör från den franska frasen intensité de courant, eller engelskans current intensity.

## Strömstyrka
Den momentana strömstyrkan är
{\displaystyle I={\frac {dQ}{dt}}}
och medelströmmen över en given tid t i sekunder är
{\displaystyle I={\frac {Q}{t}}}
där Q är laddningsmängden i coulomb.
Enligt Ohms lag ges strömstyrkan av
{\displaystyle I={\frac {U}{R}}}
där U är den elektriska spänningen i volt och R är resistansen i ohm.

## Strömriktning

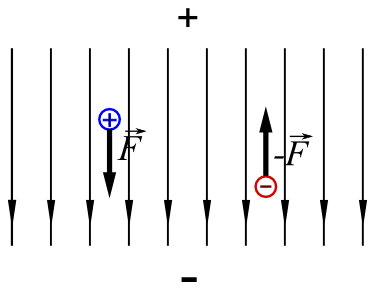
Den konventionella strömriktningen är den för en positiv laddning. Riktningen är från en högre (+) potential till en lägre (-), vilken är det elektriska fältets riktning

Ett flöde av positiva laddningar ger samma elektriska ström och har samma effekt i en krets, som ett lika stort flöde av negativa laddningar i den motsatta riktningen. Eftersom strömmen kan vara flödet av antingen positiva eller negativa laddningar, eller båda, krävs en konvention för strömriktningen som är oberoende av den aktuella typen av laddningsbärare. Den konventionella strömriktningen är godtyckligt definierad som riktningen för flödet av positiva laddningar. 
I metaller, som utgör ledarna i de flesta elektriska kretsar, är laddningsbärarna elektroner. Då elektronerna bär negativ laddning, är riktningen av deras rörelser i en metalledare motsatt den konventionella strömriktningen.

### Referensriktning

Referensriktningar för strömmar. Se Kirchhoffs lagar

Vid analys av elektriska kretsar, är den faktiska strömriktningen genom ett särskilt kretselement oftast okänd. Följaktligen är varje kretselement tilldelat en variabel med en godtyckligt vald referensriktning. Detta brukar anges på kopplingsschemat med en pil bredvid den aktuella variabeln. När kretsen är analyserad (strömmar och spänningar beräknade), kan kretselementens strömmar ha positiva eller negativa värden. Ett negativt värde innebär att den faktiska strömriktningen genom kretselementet är motsatt den valda referensriktningen.

## Slag av elektrisk ström

pulserande
likström
periodisk växelström
slumpvis växelström

Elektrisk ström indelas i två huvudkategorier, likström och växelström.